# Грузины (деревня)
Грузи́ны — деревня (раньше — село) в Торжокском районе Тверской области. Административный центр Грузинского сельского поселения, образованного в 2005 году.

## География
Расположена в 12 км к югу от города Торжка, на автодороге «Торжок — Высокое — Берново — Старица». Деревня стоит на реке Жаленке, притоке Тверцы.

## История
Впервые упомянуто, как сельцо Кузнечково, в писцовой и переписной книге Новоторжского уезда за 1699 год. Название Грузины — по церкви во имя Грузинской иконы Божией Матери (1746). С 1788 года селом владеет А. А. Полторацкая. Её муж — М. Ф. Полторацкий, директор Придворной певческой капеллы при императрице Елизавете Петровне, а затем у Екатерины II, обе императрицы посетили его имение. В это время Грузины — одна из богатейших усадеб Тверской губернии. В поместье была своя больница, построены ветряная и водяная мельницы, плотина, кузница, винокуренный завод, полотняная фабрика.
В 1859 году во владельческом селе Грузины 39 дворов, 452 жителя.
В конце XIX — начале XX века село — центр Грузинской волости и прихода Новоторжского уезда Тверской губернии.
В 1919 году в бывшей дворянской усадьбе открыта сельскохозяйственная школа-коммуна второй ступени. Позднее школа была преобразована в Грузинский сельхозтехникум, который просуществовал 2 года.
По переписи 1920 года в Грузинах 502 жителя. В 1936 году в усадебном доме открыт Дом инвалидов. В 1930-е годы построен льнозавод.

## Население
| 1859 | 1884 | 2002  | 2010 |
| ---- | ---- | ----- | ---- |
| 452  | ↘386 | ↗1114 | ↘970 |

Население по переписи 2002 года — 1114 человек (770 мужчин, 344 женщины).
Население по переписи 2020-2021 годов — 971 человек (641 мужчина, 330 женщин).

## Инфраструктура
- Администрация сельского поселения[7].
- МОУ «Грузинская Основная Общеобразовательная школа» a. Архивировано из оригинала 4 марта 2016 года..
- Грузинский психоневрологический дом-интернат
- фельдшерско-акушерский пункт
- Сельский Дом культуры
- Грузинская сельская библиотека  (недоступная ссылка).
- Отделение почтовой связи .
- Правление колхоза «Знамя Труда»
- ОАО Агрофирма «Грузинский льнозавод»
- ООО «Северный Лён — Торжок»
- Магазины.

## Достопримечательности
- Усадьба Грузины. Сохранился усадебный дом, служебный корпус, кузница, погреб, пейзажный парк, пруды, валунный мост, каменные дома для крестьян (уникальный памятник архитектуры XVIII века). Грузины входят в «Пушкинское кольцо Верхневолжья».

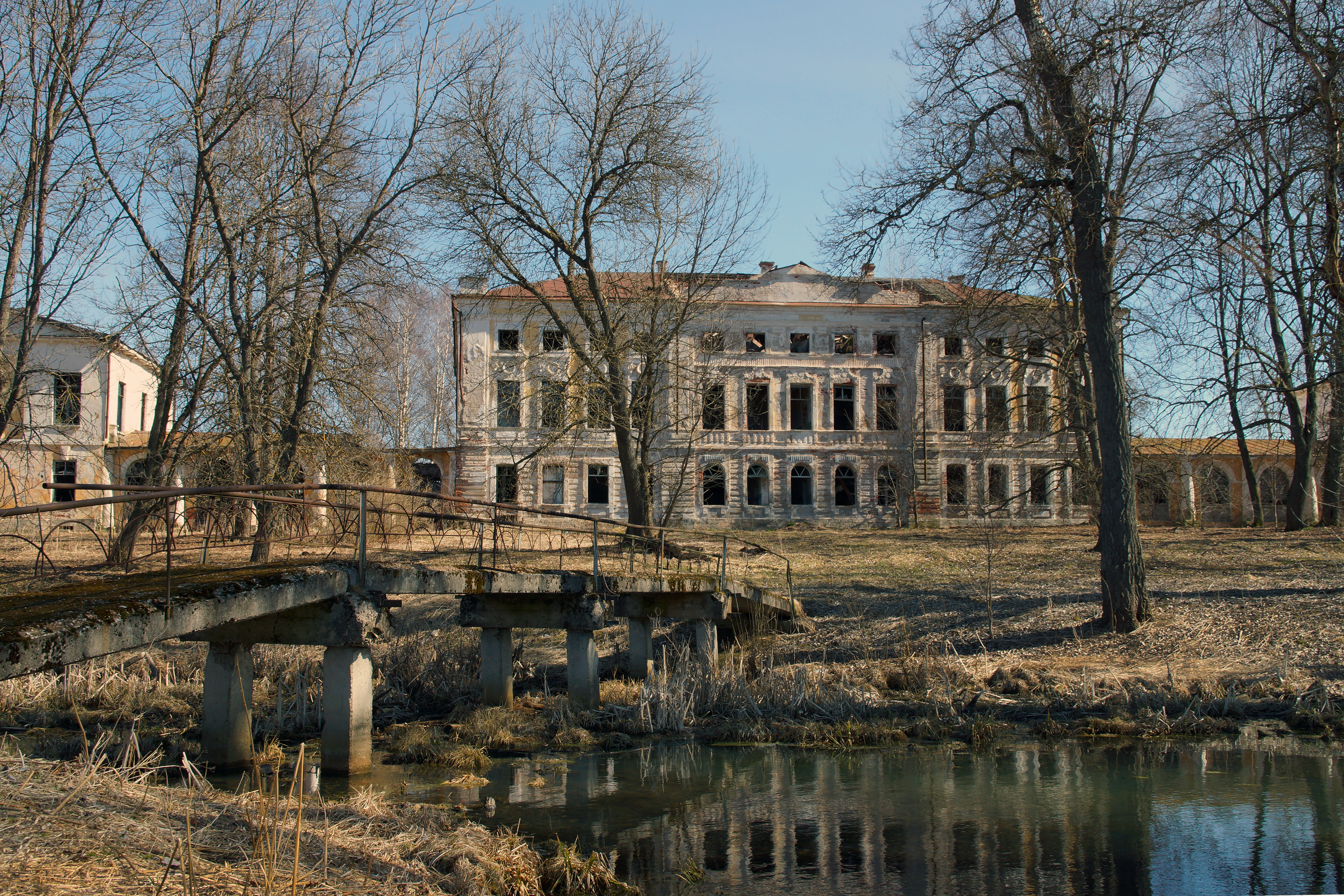
Усадьба Грузины
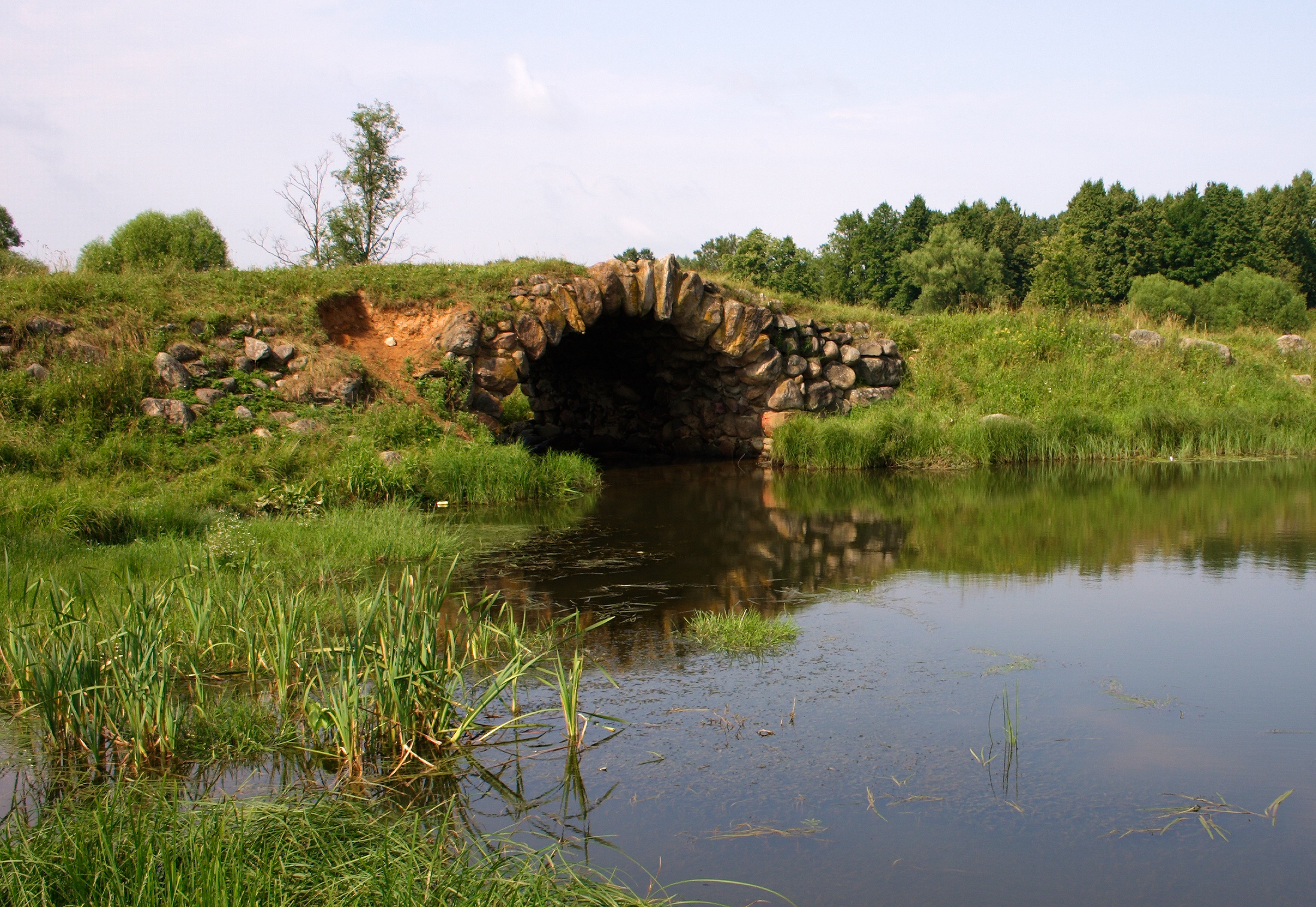
Валунный мост

## Известные люди
- К. М. Полторацкий — генерал, участник войны 1812, владелец имения Грузины в 20-е годы XIX века.
- А. С. Пушкин посетил Грузины в марте 1829 и марте 1830 годов.